# Nåjstjärnen
Nåjstjärnen är en sjö i Mora kommun i Dalarna och ingår i Dalälvens huvudavrinningsområde. Sjön har en area på 0,0673 kvadratkilometer och ligger 559,5 meter över havet. Sjön avvattnas av vattendraget Djupån.

## Delavrinningsområde
Nåjstjärnen ingår i det delavrinningsområde (680113-142185) som SMHI kallar för Ovan Gravvasseln. Medelhöjden är 559 meter över havet och ytan är 12,7 kvadratkilometer. Det finns inga avrinningsområden uppströms utan avrinningsområdet är högsta punkten. Djupån som avvattnar avrinningsområdet har biflödesordning 4, vilket innebär att vattnet flödar genom totalt 4 vattendrag innan det når havet efter 361 kilometer. Avrinningsområdet består mestadels av skog (86 procent). Avrinningsområdet har 0,07 kvadratkilometer vattenytor vilket ger det en sjöprocent på 0,5 procent.